# كريستينا كرامر
كريستينا كرامر هي لغوية كندية، ولدت في 1950.